# فرودگاه گاوا
فرودگاه گاوا (به انگلیسی: Gaua Airport) یک فرودگاه همگانی با کد یاتا ZGU است . این فرودگاه در کشور وانواتو قرار دارد .

## شرکت‌های هواپیمایی و مقصدهای پروازی
| شرکت‌های هواپیمایی | مقصدهای پروازی       |
| ----------------- | -------------------- |
| ایر وانواتو       | سانتوپکا، وانوا لاوا |